# 트리니 로페즈

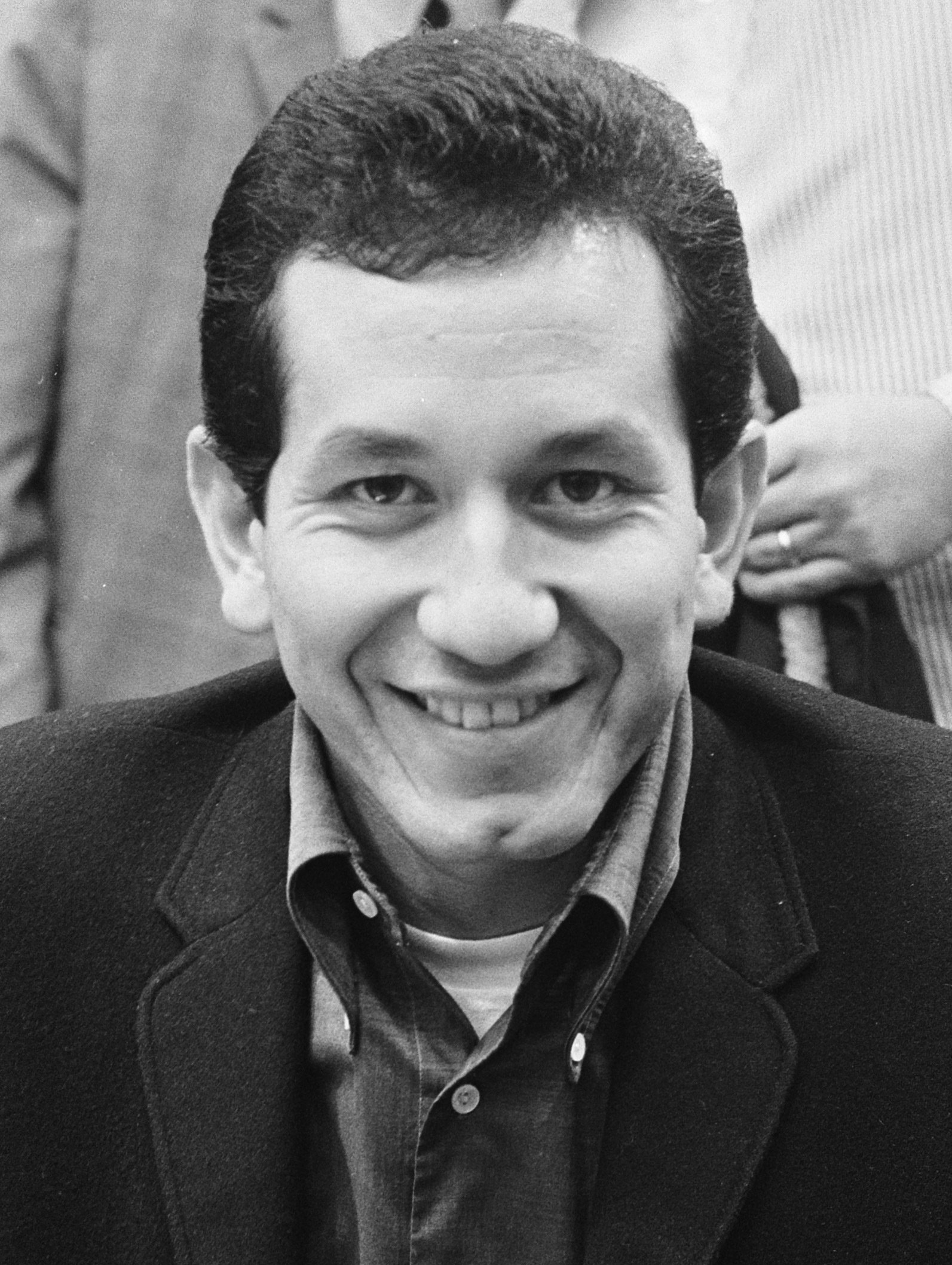
1963년 10월. 트리니 로페즈

트리니 로페즈(Trini Lopez, 1937년 5월 13일 ~ 2020년 8월 11일)는 미국의 가수이다. 텍사스주의 댈러스에서 태어났다. 부친은 스페인 사람이며, 모친은 멕시코 인인 혼혈로 어릴 때부터 기타와 노래를 배워 15살의 나이에 공연장에 출연해 호평을 받았다. 고등학교를 졸업한 뒤로는 할리우드에 진출, 독특하고 젊은 비트와 신선한 감각 스타일로 돈 코스티의 인정을 받아 리플리즈와 계약하였다. 그는 1963년에 큰 인기를 얻은 〈천사의 해머〉 이후 수많은 인기곡을 내고 있다. 음반으로는 《천사의 해머》, 《골든》, 《이것이 트리니 로페스》, 《리듬 앤 블루스 사운드》 등이 있다.
로페즈는 평생 독신으로 살았으며 자식도 없다.
2020년 8월 11일 캘리포니아주 팜스프링스에서 코로나19로 별세했다.

## 참고 문헌
- 이 문서에는 다음커뮤니케이션(현 카카오)에서 GFDL 또는 CC-SA 라이선스로 배포한 글로벌 세계대백과사전의 내용을 기초로 작성된 글이 포함되어 있습니다.